# Saint-Quentin-sur-Nohain
Saint-Quentin-sur-Nohain è un comune francese di 129 abitanti situato nel dipartimento della Nièvre nella regione della Borgogna-Franca Contea.

## Società

### Evoluzione demografica
Abitanti censiti